# Tourismusschulen Bad Gleichenberg
Die Tourismusschulen Bad Gleichenberg sind eine Ausbildungsstätte für Tourismus und bilden für Berufe im Hotel- und Gastgewerbe als auch für Dienstleistungsberufe aus. Touristische, wirtschaftliche, allgemeinbildende und kaufmännische Fächer sowie Kommunikation und Sprachen stehen im Mittelpunkt der Ausbildung.

## Geschichte und Schulgebäude

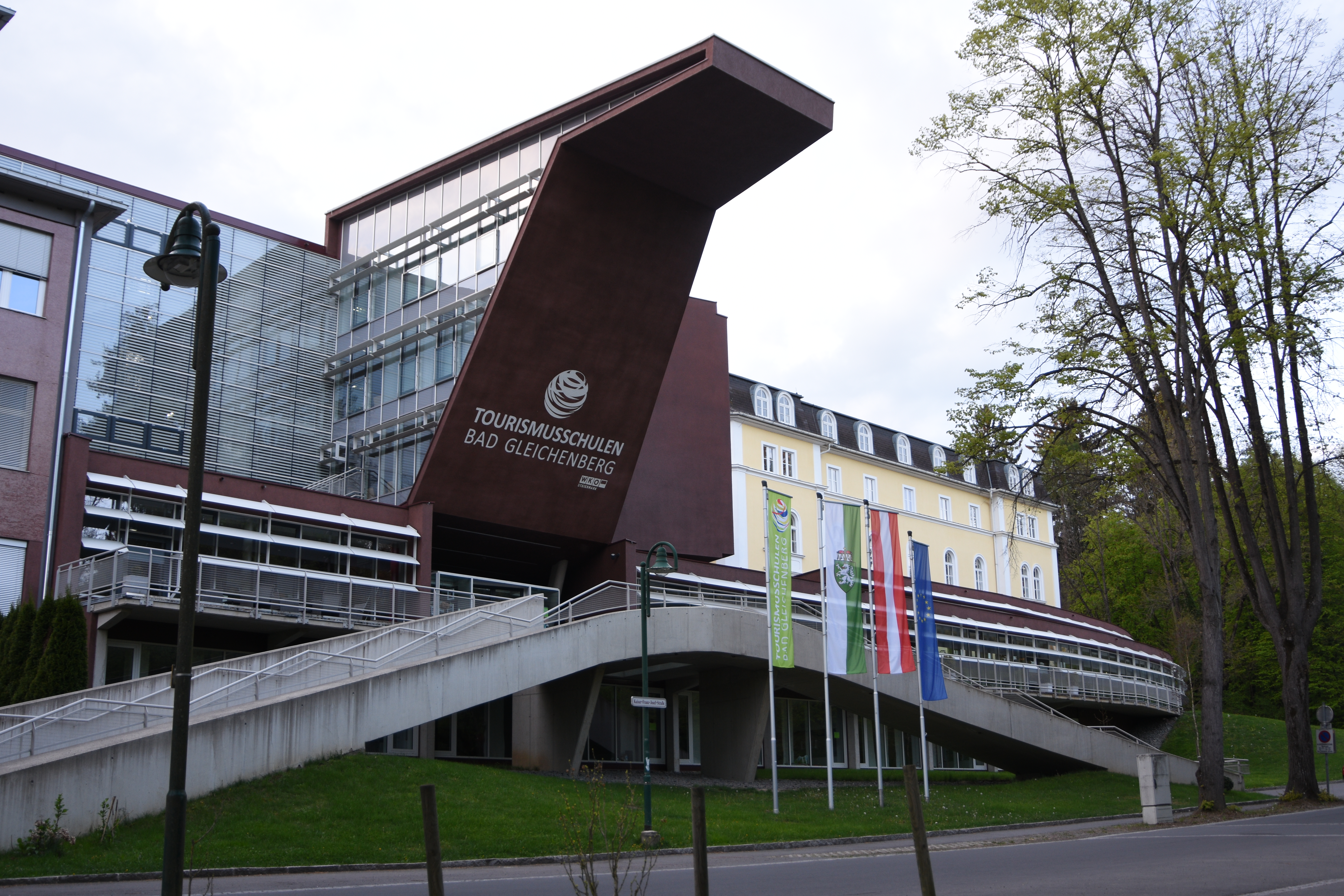
Tourismusschulen Bad Gleichenberg

Die Gründung erfolgte 1946 als Initiative der steirischen Sektion Fremdenverkehr der Kammer der gewerblichen Wirtschaft als zweijährige Hotelfachschule in Pichl an der Enns (Pichlmayrgut) in Schladming. Im Jahre 1949 wurde die Hotelfachschule nach Bad Gleichenberg verlegt und im November mit 79 Schülern eröffnet. Die Unterbringung der Schüler erfolgte in der Villa Possenhofen, dem eigentlichen Stammhaus der Hotelfachschule in Bad Gleichenberg. Das Possenhofen wurde 1874 von Gottfried Höflinger – gebürtiger Wiener, Bürgermeister von Gleichenberg und Kaffeehausbesitzer in Varaždin – als Villen-Hotel im Stil der Gründer-Palais erbaut. Benannt wurde es nach dem gleichnamigen Schloss Possenhofen am Starnberger See, in dem die bairische Herzogin Elisabeth, die spätere Kaiserin von Österreich, ihre Jugend verbrachte. In Bad Gleichenberg hoffte man damals, die Kaiserin werde einmal zur Kur kommen und im Possenhofen wohnen. 1957 erfolgte die Gründung des Steirischen Hotelfachschulvereines durch die Handelskammer Steiermark, die Fachgruppe der Gast- und Schankbetriebe und die Fachgruppe der Beherbergungsbetriebe. 1961 wurde eine zweijährige Gastgewerbefachschule eingerichtet. 1967 wurde das daneben errichtete neue Schulgebäude (Investitionsvolumen 10 Millionen Schilling; Schülerzahl 254) bezogen. 1985 wurde die neue Schulform „Höhere Lehranstalt für Fremdenverkehrsberufe“ (fünfjährige Ausbildung mit Matura und Fachdiplom) eingerichtet. 2002 wurde der neue Kollegzweig „College for tourism and leisure industry“ (englischsprachiges Kolleg) begonnen. Am 12. Jänner 2012 wurde mit Landeshauptmann Franz Voves und Landeshauptmannstellvertreter Hermann Schützenhöfer der nach den Plänen des Architekturbüros Szyszkowitz + Kowalski errichtete Zwischentrakt zwischen Internat und Schule eröffnet.

## Höhere Lehranstalt für Tourismus (HLT)
Die höhere Lehranstalt für Tourismus ist eine fünfjährige Ausbildung zur Touristikkauffrau bzw. zum Touristikkaufmann. Es gibt die Wahl zwischen zwei Ausbildungsschwerpunkten:
- Modulares Tourismus-Management
- Dritte Lebende Fremdsprache

Der Schwerpunkt „Modulares Tourismus-Management“ umfasst z. B. die Einführung in das Hotel-, Gastronomie- und Nachhaltigkeitsmanagement, E-Marketing und IT-Management oder auch Angewandtes Projektmanagement.
Der Schwerpunkt „Dritte Lebende Fremdsprache“ konzentriert sich neben den beiden Fremdsprachen Englisch und Spanisch bzw. Französisch auch noch auf die Sprache Italienisch. Neben den Ausbildungsschwerpunkten werden auch diverse Praxisgegenstände, wie z. B. Küchenführung und Serviceorganisation unterrichtet. Der Abschluss erfolgt mit der Reife und Diplomprüfung, Studienreife, Ersatz der Unternehmerprüfung und Ersatz der Lehrzeit für vier Lehrberufe.

## Hotelfachschule (HFS)
Die Hotelfachschule ist eine dreijährige Ausbildung zur Hotelkauffrau bzw. zum Hotelkaufmann. Der Ausbildungsschwerpunkt ist Hotel- und Gastronomiemanagement, wobei man bei dieser Schulform nicht zwischen Schwerpunkten auswählen kann. Bei Hotel- und Gastronomiemanagement werden zum Beispiel die Trends der Hotellerie und Gastronomie vertieft, sowie Beschwerde-, Event- und Qualitätsmanagement.
Es werden auch die praktischen Gegenstände Küchenführung, Serviceorganisation und Patisserie unterrichtet. Der Abschluss erfolgt mit der Diplomprüfung, Ersatz der Unternehmerprüfung und Ersatz der Lehrzeit für drei Lehrberufe.

## Kolleg für Tourismus und Freizeitmanagement
Das Kolleg für Tourismus und Freizeitmanagement ist eine viersemestrige Ausbildung nach der Matura bzw. der Studienberechtigungsprüfung. Es ist eine Ausbildung zur Touristikkauffrau bzw. zum Touristikkaufmann. Bei dieser Schulform kann man die Unterrichtssprache zwischen Deutsch und Englisch auswählen. Es gibt zwei Ausbildungsschwerpunkte:
- Dritte Lebende Fremdsprache Französisch
- Modulares Tourismusmanagement

Beim Schwerpunkt Dritte Lebende Fremdsprache wird neben Englisch und Italienisch auch noch Französisch unterrichtet.
Der Schwerpunkt „Modulares Tourismus-Management“ umfasst z. B. die Einführung in das Hotel-, Gastronomie- und Nachhaltigkeitsmanagement, E-Marketing und IT-Management oder auch Angewandtes Projektmanagement.
Der Abschluss erfolgt mit der Diplomprüfung, Ersatz der Unternehmerprüfung, Ersatz der Lehrzeiten von vier Lehrberufen und Anrechnungen an diversen Universitäten und Hochschulen.

## Aufbaulehrgang für Tourismus
Der Aufbaulehrgang für Tourismus ist eine dreijährige Ausbildung zur Touristikkauffrau bzw. zum Touristikkaufmann die nach einer Fachschule oder einer Lehre absolviert werden kann. Der Ausbildungsschwerpunkt ist Hotel- und Gastronomiemanagement.
Der Abschluss erfolgt mit Reife und Diplomprüfung, Studienreife, Ersatz der Unternehmerprüfung und Ersatz der Lehrzeit für vier Lehrberufe.

## Internate
Die Schulen verfügen über vier Internate:
- Schülerhaus Possenhofen (für Schülerinnen)
- Schülerhaus Haus am Park (Internat für Abschlussklassen)
- Schülerhaus Venedig (für Schüler)
- Internat Venedig–Süd (für Kolleg-Studierende – wird als Studentenwohnheim genutzt)

Für die Schüler und Schülerinnen der Schulformen „Höhere Lehranstalt für Tourismus und Hotelfachschule“ besteht Campuspflicht, es sei denn, sie kommen aus Bad Gleichenberg oder den umliegenden Gemeinden. Aktuell (2015) leben circa 300 Schüler und Studenten in den Internaten.

## Schuluniform
Während der Unterrichtszeit besteht Schuluniformpflicht, in den praktischen Unterrichtsgegenständen ist eine Praxiskleidung vorgesehen.

## Direktoren
- 1946–1956 Andreas Thurner
- 1956–1971 Robert Winter
- 1971–1991 Herbert H. Schille
- 1991–1996 Walter Prager
- 1996 Eckhard Labadie, interimistisch
- 1996–2009 Helmuth Hölbing
- 2009–2017 Wolfgang Haas
- seit 2017 Peter Kospach

## Mitarbeiter und Lehrer
Derzeit arbeiten an der Schule 50 Lehrer und neun Erzieher. Die Schul- und Internatsküche beschäftigt 13 Mitarbeiter.

## Verpflegung am Campus
Die Schüler und Schülerinnen und das gesamte Personal werden von der schulinternen Betriebsküche verpflegt.

## Besonderheiten

### Steirische Weintrophy
Seit 1998 veranstalten die Tourismusschulen Bad Gleichenberg jährlich die Steirische Weintrophy, auf der die besten steirischen Weine in verschiedenen Kategorien ausgezeichnet werden. Im April 2014 fand diese zum 17. Mal statt.

### Culinary Course, Käsekenner Challenge Gewinner 2014
1997 wurde erstmals in Zusammenarbeit mit der US-Außenwirtschaft der Culinary Course veranstaltet, 2004 erstmals die Absolventen-Star-Gala. 2009 erfolgte die erstmalige Organisation der Käse-Trophy in Zusammenarbeit mit der Firma Schärdinger. Im Oktober 2014 erreichten Schüler der Tourismusschulen Bad Gleichenberg bei der bundesweiten Käsekenner Challenge unter 52 teilnehmenden Schülern aus 26 österreichischen Schulen den ersten Platz.

### Concierge-Ausbildung
Seit 1990 wird eine Concierge-Ausbildung in Kooperation mit dem internationalen Berufsverband der Hotel-Concierges Les Clefs d’Or angeboten.

### Urlauberstudien
In Zusammenarbeit mit den Tourismusschulen Bad Gleichenberg wurden wiederholt Studien und Umfragen zum Urlaubsverhalten veröffentlicht.

### Energiemanager im Tourismus
Zusammen mit Partnern, wie etwa Ecoversum, Energiedetektiv, ESTAG, Bonergo, Area20 und dem Land Steiermark werden rund 15 Schüler in vier Semestern zum „Energiemanager im Tourismus“ ausgebildet. Die Ausbildung umfasst rund 100 Stunden Theorie und 100 Stunden Praxis.